# Prendeignes
Prendeignes är en kommun i departementet Lot i regionen Occitanien i södra Frankrike. Kommunen ligger i kantonen Figeac-Est som tillhör arrondissementet Figeac. År 2022 hade Prendeignes 232 invånare.

## Befolkningsutveckling
Antalet invånare i kommunen Prendeignes
| Referens: INSEE |